# Tetsuo Yamamoto
Pour les articles homonymes, voir Yamamoto.
Tetsuo Yamamoto, né le 17 mars 2000 à Yamanashi, est un coureur cycliste japonais. Il participe à des compétitions sur route et sur piste.

## Biographie
Tetsuo Yamamoto est originaire de la ville de Yamanashi. Durant sa jeunesse, il s'essaye d'abord au karaté et au baseball. Il commence ensuite le cyclisme en achetant un vélo de course pour se rendre au lycée. Principalement actif dans son pays natal, il compte plusieurs titres de champion national à son palmarès. Il a également obtenu diverses places d'honneur sur des étapes du Tour du Japon.
Lors de la saison 2025, il se distingue en remportant la course aux points aux championnats d'Asie sur piste. Il s'agit de sa première médaille acquise durant un tel événement. 

## Palmarès sur route

### Par année
- 2017
  - 3e du championnat du Japon du contre-la-montre juniors
- 2018
  -  Champion du Japon du contre-la-montre juniors
- 2021
  - Gunma CSC Road Race
  - 2e du championnat du Japon sur route espoirs

### Classements mondiaux
| Année         | 2021 | 2022 | 2023 | 2024 |
| ------------- | ---- | ---- | ---- | ---- |
| UCI Asia Tour | 43e  | 340e |      | 248e |

## Palmarès sur piste

### Championnats d'Asie
- Nilai 2025
  -  Médaillé d'or de la course aux points

### Championnats nationaux
- 2021
  -  Champion du Japon de poursuite par équipes (avec Eiya Hashimoto, Shoki Kawano, Shunsuke Imamura et Naoki Kojima)
  -  Champion du Japon de l'américaine (avec Shunsuke Imamura)
  - 3e du championnat du Japon de course aux points
- 2022
  - 2e du championnat du Japon de poursuite par équipes
- 2023
  - 2e du championnat du Japon de poursuite par équipes[7]
- 2024[8]
  - 2e du championnat du Japon de poursuite
  - 2e du championnat du Japon de l'omnium
  - 2e du championnat du Japon de course aux points
  - 3e du championnat du Japon de l'élimination